# Barcelona Sporting Club 1995
Questa voce raccoglie le informazioni riguardanti il Barcelona Sporting Club nelle competizioni ufficiali della stagione 1995.

## Stagione
La campagna acquisti porta dei rinforzi di rilievo: Gilson Simões dalla LDU Quito, Marcelo Morales dall'Emelec e De la Cruz dal Deportivo Quito. Come portiere viene scelto Cevallos mentre la coppia d'attacco titolare è composta da Alfaro Moreno e Uquillas. La prima fase si conclude con il terzo posto su 12 partecipanti; ottenuto l'accesso alla Liguilla Pre-Libertadores, il club vince il girone, qualificandosi sia alla finale del campionato che alla Coppa Libertadores. Nella seconda fase del torneo, il Barcelona conclude il proprio gruppo in prima posizione, ma nel girone decisivo è superato, per 3 punti, dall'ESPOLI, che ottiene anch'esso la possibilità di giocare la finale per il titolo. L'incontro, disputato con la formula di andata e ritorno, vede il Barcelona vincere entrambe le volte.

## Maglie e sponsor
Lo sponsor ufficiale è Coca-Cola, mentre lo sponsor tecnico è Marathon.
| Casa | Trasferta |

## Rosa
| N. |                      | Ruolo | Calciatore              |
| -- | -------------------- | ----- | ----------------------- |
|    | Ecuador (bandiera)   | P     | José Cevallos           |
|    | Ecuador (bandiera)   | P     | Víctor Mendoza Cevallos |
|    | Ecuador (bandiera)   | P     | Geovanny Salinas        |
|    | Ecuador (bandiera)   | P     | Emilio Valencia         |
|    | Ecuador (bandiera)   | D     | Claudio Alcívar         |
|    | Ecuador (bandiera)   | D     | Wilson Carabalí         |
|    | Ecuador (bandiera)   | D     | Rider Corozo            |
|    | Ecuador (bandiera)   | D     | Ulises de la Cruz       |
|    | Ecuador (bandiera)   | D     | Fricson George          |
|    | Ecuador (bandiera)   | D     | Jimmy Montanero         |
|    | Ecuador (bandiera)   | D     | Alberto Montaño         |
|    | Ecuador (bandiera)   | D     | Raúl Noriega            |
|    | Ecuador (bandiera)   | D     | Byron Tenorio           |
|    | Ecuador (bandiera)   | C     | Carlos Alvarado         |
|    | Argentina (bandiera) | C     | Marcelo Benítez         |

| N. |                      | Ruolo | Calciatore           |
| -- | -------------------- | ----- | -------------------- |
|    | Ecuador (bandiera)   | C     | José Gavica          |
|    | Argentina (bandiera) | C     | Pablo Galván         |
|    | Brasile (bandiera)   | C     | Gilson Simões        |
|    | Ecuador (bandiera)   | C     | Luis Gómez           |
|    | Ecuador (bandiera)   | C     | Juan Carlos León     |
|    | Ecuador (bandiera)   | C     | José Mora            |
|    | Argentina (bandiera) | C     | Marcelo Morales      |
|    | Ecuador (bandiera)   | C     | David Reasco         |
|    | Ecuador (bandiera)   | C     | Julio Rosero         |
|    | Ecuador (bandiera)   | C     | Joe Vargas           |
|    | Ecuador (bandiera)   | C     | Carlos Yánez         |
|    | Argentina (bandiera) | A     | Carlos Alfaro Moreno |
|    | Ecuador (bandiera)   | A     | José María Guerrero  |
|    | Ecuador (bandiera)   | A     | Edison Maldonado     |
|    | Ecuador (bandiera)   | A     | Manuel Uquillas      |

## Statistiche

### Statistiche di squadra
| Competizione   | Punti | Totale | Totale | Totale | Totale | Totale | Totale |
| Competizione   | Punti | G      | V      | N      | P      | Gf     | Gs     |
| -------------- | ----- | ------ | ------ | ------ | ------ | ------ | ------ |
| Serie A        | 95    | 48     | 27     | 14     | 7      | 95     | 32     |
| Coppa CONMEBOL | 0     | 2      | 0      | 0      | 2      | 1      | 5      |
| Totale         | 95    | 50     | 27     | 14     | 9      | 96     | 37     |